# Z1 (컴퓨터)
Z1은 콘라트 추제가 1935년부터 1936년 설계하고, 1936년부터 1938년까지 제작한 기계식 컴퓨터이다. 천공 카드를 이용하여 Z1에 명령어를 입력할 수 있었고, 제한된 전자식 프로그래밍 언어에 의해 2진법으로 데이터를 처리하였다. 다만, 이 컴퓨터를 제작하는 데 사용된 부품의 문제로 인하여 완성 당시에는 정확하게 작동하지 아니한 것으로 알려져 있다.
Z1은 불 논리 체계와 2진법 부동소수점을 활용한 자유로운 프로그래밍이 가능한 세계 최초의 컴퓨터였다. Z1은 콘라트 추제의 사비로 제작되기 시작하여 1938년 완성되었다. 이 컴퓨터는 1943년, 제2차 세계 대전 당시 베를린 공습으로 인하여 파괴되었고, 추제의 후속 계획 역시 일시 중단되게 되었다.
Z1은 추제가 설계한 컴퓨터의 첫 번째 시리즈로서, 향후 등장하는 Z 시리즈의 원형이 된다. 추제는 본래 실험모델이라는 의미를 지닌 독일어 VersuchsModell의 V를 가져와 V1이라는 명칭을 붙였으나, 제2차 세계 대전 이후 Z1로 바꾸었다. 이는 로버트 루서(Robert Lusser) 가 개발한 V-1로켓과의 혼동을 막기 위한 것이었다. Z1에서 추제가 사용한 기술과 개념은 후속 모델인 Z2, Z3에 직접적으로 적용된다.

## 구성
Z1은 현대적인 컴퓨터가 갖추고 있는 처리기관, 저작기관, 미세 분할 시스템, 부동소수점에 기반한 논리체계, 입출력기관 등 대부분의 요소들을 갖고 있었다. Z1은 천공 카드를 이용한 프로그래밍을 어느 정도 지원하였다. 또한, 천공 카드를 이용한 입력기관, 기기의 운영을 감독하고 명령을 처리하는 처리기관, 누산기관, 출력기관등이 독립된 형태를 갖고 있었다.
Z1은 22비트 기반의 부동소수점 가감산 처리를 할 수 있었으며, 이러한 계산 기반을 바탕으로 곱셈이나 나눗셈같은 조금 더 복잡한 계산을 처리할 수 있었다. Z1은 9로 이루어진 명령어 집합을 바탕으로 한 개에서 20개까지의 명령어당 클럭 사이클 수(CPI; Cycles per instruction)를 취급할 수 있었다.
Z1은 64글자의 부동소수점 수를 저장할 수 있는 저장기관을 갖추고 있었으며, 이 저장기관은 처리기관에 따라 데이터를 기록하거나 삭제할 수 있었다. 1936년 당시에는 이러한 전자식 저장기관은 콘라트 추제만의 독특한 설계였다. 실제로, 추제는 1936년 5월 이 전자식 저장기관에 대한 특허를 취득한다.
데이터의 처리는 2진법에 의해 진행되었지만, 데이터의 입출력은 진수 변환 알고리즘을 통해 10진법으로 이루어졌다. 입출력 역시 부동소수점의 처리와 같이 기록되거나 삭제될 수 있었다. 프로그램을 담은 테이프는 35mm 필름으로, 천공된 명령어를 담고 있었다.

## 복원
Z1의 원형은 1943년 제2차 세계 대전 당시 베를린 공습으로 인하여 파괴되었다. 1986년 추제는 Z1을 복원하기로 결정하고 Z1의 부속품들을 다시 만들기 시작한다. 이러한 노력으로 1989년, Z1이 복원되었고 현재는 독일의 베를린에 소재한 독일기술박물관(German Museum of Technology)에 소장되어 있다.

## 같이 보기
- 해석기관
- 차분기관
- Z2
- Z3
- Z4

## 참고 자료
- Zuse, Konrad (1993). 《The Computer - My Life》. Springer-Verlag. ISBN 3-540-56453-5.